# Deutsche Kodierrichtlinien
Die Deutschen Kodierrichtlinien (DKR) legen fest, wie Diagnosen und Operationen (auch diagnostische Prozeduren) im deutschen Gesundheitssystem bei stationär behandelten Patienten verschlüsselt zu erfassen sind. Für den ambulanten Sektor sollten ursprünglich am 1. Januar 2011 die sogenannten ambulanten Kodierrichtlinien (AKR) eingeführt werden, dies wurde aber ausgesetzt.

## Schlüsselnummern
Grundlage der systematischen Gliederung ist das Schlüsselsystem ICD-10-GM (International Statistical Classification of Diseases and Related Health Problems, Release 10, German modification). Dazu wird Bezug genommen auf den Operationen- und Prozedurenschlüssel (OPS) jeweils in der aktuellen Version (aktuell OPS 2021). Diese Schlüssel bilden die Grundlage für die Einstufung der Leistungen am einzelnen behandelten Patienten im jeweiligen Fall. Damit bilden diese Schlüssel die Eingangscodes für die weitere Verschlüsselung nach dem deutschen DRG-System (Diagnosis Related Groups). Jeder Behandlungsfall soll in eine abrechenbare Fallpauschale und Sonderentgelt enden.

## Zuständigkeiten
Die Deutschen Kodierrichtlinien werden vom Institut für das Entgeltsystem im Krankenhaus (InEK GmbH) in Zusammenarbeit mit  der Deutschen Krankenhausgesellschaft (DKG), dem Spitzenverband Bund der Krankenkassen (GKV) und dem Verband der Privaten Krankenversicherung (PKV) erarbeitet, weiterentwickelt und jährlich neu herausgebracht. Die Rechtsgrundlagen hierzu bilden das Krankenhausfinanzierungsgesetz (KHG) und das Krankenhausentgeltgesetz (KHEntgG). Die Einführung erfolgte unter Verwendung der dort bereits länger verwendeten australischen Kodierrichtlinien.
Das Regelwerk wird seit 2003 regelmäßig verbessert. Dazu existiert ein durch Gesetze und Verordnungen geregeltes Vorschlagsverfahren.